# Northeast Utilities
Northeast Utilities  ( NYSE : NU ) est un distributeur d'électricité et de gaz naturel qui exploite plusieurs filiales réglementées desservant au total plus de 2,1 millions de clients en Nouvelle-Angleterre, dans le nord-est des États-Unis. L'entreprise est une société par actions cotée à la bourse de New York et figure au classement Fortune 500. Son siège social est situé à Berlin, au Connecticut. 
NU est le principal distributeur d'énergie de la Nouvelle-Angleterre, avec 3 140 mi (5 100 km) de lignes de transport électrique et 32 802 mi (52 800 km) de lignes de distribution. Son réseau de distribution de gaz naturel couvre une superficie de 2 100 mi2 (5 400 km2) au Connecticut.

## Historique
NU a été formée le 1er juillet 1966 après la fusion de Connecticut Light and Power Company (CL&P), Western Massachusetts Electric Company (WMECO), et The Hartford Electric Light Company au sein d'une seule société mère, créant ainsi le premier conglomérat inter-états d'entreprise de service public à être créé en vertu du Public Utility Holding Company Act de 1935. Holyoke Water Power Company (PLR) a rejoint le groupe en 1967, auquel s'est ajouté Public Service Company of New Hampshire (PSNH), en 1992. 
Le 18 octobre 2010, Northeast Utilities a annoncé son intention de fusionner avec NStar, l'autre grand distributeur électrique de la Nouvelle-Angleterre. La fusion des deux entreprises créera la plus grande entreprise de services publics de la région avec un chiffre d'affaires combiné de 8,4 milliards de dollars et un effectif de 9 000 employés. La transaction qui s'effectuera par transfert d'actions est évaluée à 4,3 milliards de dollars et devra être approuvée par plusieurs autorités réglementaires des états et du gouvernement fédéral américain.

## Activités
Northeast Utilities compte quatre principales filiales: CL&P, PSNH, WMECO, et Yankee Gas Services Company (Yankee Gas).
- CL&P est le principal distributeur d'électricité au Connecticut, avec plus de 1,1 million de clients. Cette filiale est présente dans 149 villes et villages de l'état.

- PSNH est le principal distributeur d'électricité du New Hampshire, où il dessert plus de 475000 résidentiels, commerciaux et industriels. Cette filiale est propriétaire de trois centrales thermiques et de neuf centrales hydroélectriques dont la puissance installée totale égale 1110 mégawatts.

- WMECO est le principal distributeur d'électricité dans l'ouest du Massachusetts, avec plus de 200000 clients.

- Yankee Gas est le plus important distributeur de gaz naturel au Connecticut, assurant la livraison de gaz naturel à environ 200000 clients dans 71 localités. Cette filiale distribue du gaz naturel à des milliers de résidences du Connecticut pour le chauffage, eau chaude, la cuisson, les foyers et l'éclairage extérieur.

En novembre 2005, NU annonce la vente de ses entreprises non-réglementées, y compris celles impliquées dans la production d'électricité et les services énergétiques. En novembre 2006, la société avait pour l'essentiel achevé la cession de ses activités concurrentielles.

## Ligne à courant continu
En décembre 2008, Northeast Utilities et NSTAR, l'autre grand distributeur d'électricité de la Nouvelle-Angleterre ont déposé conjointement une requête à la Federal Energy Regulatory Commission (FERC) afin de faciliter la construction d'une deuxième ligne à haute tension en courant continu de 1 200 mégawatts entre le poste Des Cantons, près de Sherbrooke au Québec, et Franklin, New Hampshire. Le projet Northern Pass Transmission, dont les grandes lignes ont été approuvées par la FERC en 2009, prévoit qu'Hydro-Québec pourrait recouvrer les coûts la construction de la ligne qui serait construite à ses frais, en prélevant une redevance sur la quantité d'électricité qu'elle vendrait aux deux distributeurs dans le cadre d'un contrat de vente à long terme. 
La ligne, d'une longueur estimée de 300 km, serait construite dans l'emprise existante de la ligne HVDC qui traverse le New Hampshire, pour bifurquer vers une autre emprise qui traverse les Montagnes Blanches dans le nord du New Hampshire. Si elle reçoit les autorisations requises, la ligne devrai entrer en service en 2014. Il s'agirait d'un deuxième lien à courant continu entre le Québec et la Nouvelle-Angleterre, le Réseau multiterminal à courant continu étant en service depuis le début des années 1990.